# 葛莱德纪念教堂
葛莱德纪念教堂（Glide Memorial Church）是美国加州旧金山的一个联合卫理公会教堂，创建于1930年。初期持保守立场，20世纪60年代后，该堂成为美国最著名的自由派教会之一，以唱诗班和许多社会服务事工而闻名。
目前该堂的社会服务事工多达87项，在2007年提供了75万份免费膳食，为3,000多名无家可归的人提供服务。向325个客户提供了超过10万小时的育儿和高质量课后服务。在2009年提供了93万份免费膳食，教会还提供艾滋病毒测试，心理保健，危机干预，课外方案，青年创意艺术和指导，扫盲课程，计算机培训，药物和酒精康复等等计划。马娅·安杰卢、奥普拉·温弗里、比尔·克林顿和沃伦·巴菲特等公众人物都认可该堂对社会的贡献。2009年，葛莱德基金会被评为顶级非营利慈善组织。

## 历史
1920年，卫理公会的慈善家Lizzie Glide 在旧金山的埃利斯街和泰勒街交叉路口购买了一块土地，建立葛莱德基金会，以纪念她的百万富翁丈夫 H.L. Glide。两年后教堂完成。

## 争议
该堂早在1960年代就支持同性婚姻，但是其所属的联合卫理公会并不允许。1964年，葛莱德纪念教堂帮助组建了宗教和同性恋委员会，努力缩小信徒和同性恋社区之间的距离。